# 울리카 엘레오노라
울리카 엘레오노라(스웨덴어: Ulrika Eleonora, 1688년 1월 23일 ~ 1741년 11월 24일)는 스웨덴의 여왕(재위: 1718년 11월 30일 ~ 1720년 2월 29일)이자 프레드리크 1세 국왕의 왕비이다. 그녀의 통치 기간 동안에 의회 정부의 호의에 52년간 전체주의의 거절로 알려졌던 스웨덴의 자유 시대를 이끌었다.

## 어린 시절
칼 11세와 울리카 엘레오노라 애 단마르크 왕녀의 막내였던 울리카 엘레오노라는 자신의 모친의 이름을 땄다.  1718년 그녀의 오빠 칼 12세의 사망 후 왕좌를 주장하였다.  그녀의 사망한 언니 헤드비그 소피아 아브 스베리예 왕녀는 장자상속에 의하여 더욱 나은 주장을 가진 하나의 아들 홀슈타인고토르프의 칼 프레데리크를 남겼다.  그러나 울리카 엘레오노라는 사망한 국왕의 가장 가까운 살아남은 친척 (혈통의 근접성의 아이디어)이었다는 것을 단언하였고 크리스티나 여왕의 선례를 인용하였다.  그녀는 자신의 부친 칼 11세에 의하여 설립된 전제군주제의 권력들을 포기하는 데 자신이 동의한 후 스웨덴 의회에 의하여 후계자로 인정을 받았다.  1720년 그녀는 자신의 배우자 헤센-카셀의 프리드리히 백작의 호의에 퇴위하였다.

## 공주와 섭정
울리카 엘레오노라는 타인의 그늘 아래 자신의 일생의 대부분을 살았으며 국왕인 자신의 오빠와 그의 비공식 상속인이었던 자신의 언니에 의하여 능가되었다.  1700년 프로이센의 프리드리히 빌헬름 1세에게 결혼에 관한 협상들이 있었으나 아무것도 나오지 않았다.  그녀는 이후에 자신의 이름을 딴 루이제 울리케 폰 프로이센의 대모로 만들어졌다.  공주이자 미혼녀인 그녀는 대북방 전쟁에서 자신의 오빠가 없던 동안 지배적인 조모 홀슈타인고토르프의 헤드비히 엘레오노라를 돌보았다.  그녀의 언니 헤드비그 소피아는 당시 왕위 계승자였다.
1708년 자신의 언니의 사망 후 그녀의 상황이 변하기 시작하였다.  그녀의 오빠가 결혼하는 것을 거부하고 자신이 스웨덴에서 단 하나의 왕실 대표로서 그녀는 정부와 조모에 의하여 국광이 없던 동안 1713년 섭정으로 임명되었고 따라서 실제의 상속인 없이 국가에서 영향력을 위하여 분투한 많은 권력들의 전당포가 되었다.  이제 선택은 울리카 엘레오노라와 그녀의 조카 사이에 서있었다.  섭정과 국회의장으로서 그녀의 도달은 큰 호응을 얻었다.  스웨덴 의회는 자신들이 전제군주제를 폐지하고 자신들의 권력을 되찾기를 원하면서 그녀의 오빠를 반대하였다.  
1715년 자신의 조모의 사망 후 그녀는 법원의 중심이 되었고 이것은 아마도 그녀의 인생에서 가장 행복한 시기 중 하나였을 것이다.  1715년 헤센-카셀의 프리드리히 백작에게 결혼하였다.  그녀의 옆이 짝사랑이었던 결혼 생활은 정치적 꼭두각시로서 그녀를 이용하는 데 또다른 시도가 되었다.  이제 프레데리크는 왕위에 도달하는 의도와 함께 그녀에게 결혼하였고 즉시 그녀의 조카의 자리에서 그녀의 지명된 상속인을 가질 음모를 꾸미기 시작히얐다.  "헤센파"와 "고토르프파"는 왕좌를 향한 투쟁에서 서로 맞섰다.

## 여왕
1718년 칼 12세가 살해되었을 때 "헤센파"는 울리카 엘레오노라의 왕위 계승을 확보하였다.  그들은 1680년에 설립된 전제군주제를 끝내고 의회 통치를 회복하기를 원했던 스웨덴 의회 야당의 지지를 얻었다.
이것을 달성하는 데 울리카 엘레오노라는 군주의 권력을 크게 제한시킨 새로운 헌법에 동의해야 했다.  그녀는 공식적으로 군주로 선출되었고 1719년 3월 웁살라에서 왕위에 앉혔다.  군주로서 자신의 짧은 기간 동안 자신의 통치를 위한 지지를 확보하는 데 그녀는 많은 가족들을 고귀하게 만들었다.  15개월에 그녀는 스웨덴의 역사에서 다른 군주보다 많은 181개의 귀족 타이틀을 창조하였으며 매달 단 하나의 백작, 둘의 남작들과 여덟의 하급 귀족들이었다.  그녀는 자신의 오빠가 3명과 5명 사이 만을 가졌던 7명의 육군 원수들을 가졌다.  그녀가 가장 좋아했던 사람은 고귀했고 전체의 인생에서 가까운 관계를 가지면서 1707년 시녀로 만들어진 그녀의 간호사 에메렌티아 폰 뒤벤 (1669년 ~ 1743년)이었다.  뒤벤은 그녀의 고문, 그녀의 위로와 지원 역할을 하였고 그녀의 영향력을 남용했다고 말을 하지 않았으며 그들은 자매로서 묘사되었다.  
울리카 엘레오노라는 사실 전제군주제의 찬성하였다.  그녀는 자신의 조카로부터 왕위를 확보하는 것 만으로 새로운 헌법으로 동의하였다.  그녀는 남편의 정치적 야망을 지지하고 그가 잉글랜드의 윌리엄 3세와 메리 2세의 예를 따른 공동 통치자가 되는 것을 원하였으나 이것은 15세기 이래 스웨덴에서 공동 통치가 금지되면서 스웨덴 의회에 의하여 허용되지 않았다.  그러므로 그녀는 1년 만의 통치 후에 그의 호의에 퇴위하였다.  이 계승은 스웨덴 의회에 의하여 확정되었다.  그녀는 자신의 일생의 큰 희생으로서 종종 퇴위에 관하여 이야기를 하였다.  프리드리히는 1720년 프레데리크 1세로서 그녀를 계승하였다.

## 왕비
울리카 엘레오노라는 사랑을 위하여 결혼하였고 프레데리크에게 사납게 충석적으로 알려졌다.  최소한 1724년까지 여왕은 그녀가 후계자를 낳을 희망을 표현하였으나 결혼 생활은 아이가 없었다.  프레데리크는 여주인이 있었다.  그의 혼외정사는 1723년 그가 왕권의 거의를 잃은 후에 증가하였다.  1730년 프레데리크는 헤센슈타인의 백작 부인의 칭호가 주어진 젊은 귀족 여성 헤드비그 타우베로 불린 공식 여주인을 가지는 데 스웨덴 역사상 첫 국왕이 되었다.  이것으로 여왕의 반응은 전혀 알려진 적이 없었고 그녀는 전혀 그것에 대해 전혀 논평을 하지 않았으나 그녀는 법정에서 물러나 자신을 종교와 자선에 헌신하였다.  이 철회에도 불구하고 그녀는 1731년과 1738년 프레데리크가 없었던 동안 섭정으로 만들어졌다.  자신의 1738년 섭정 정치 동안 그녀는 볼푸세트로 그들의 접근을 확장하는 것을 거부하면서 새롭게 창립된 스웨덴의 극장을 금지하였다.  이것을 위한 그녀의 이유는 성직자들 사이에 극장 반대였다.  하지만 극장은 그 다음해 복원되었다.
1741년 11월 24일 천연두로 사망하였다.  울리카 엘레오노라와 그녀의 남편의 통치들은 군주제가 그 권력의 거의를 귀족에게 잃었을 때 전통적으로 "자유의 시대"로 알려진 시기의 시작이었다.

## 개인 생활
울리카 엘레오노라는 보석, 음악과 수집된 동전 수집에 흥미를 가졌다.  그녀는 궁정 무도회에서 춤을 추는 것을 좋아하였고 또한 볼후세트에서 상연하는 데 독일과 프랑스의 극장 회사들을 기용하기도 했다.  그녀는 기도하는 데 국회를 중단할 수 있었다.  궁정 환영회에서 그녀는 성경에 관하여 젊은 숙녀들을 심문하여 똑바른 정답들을 위하여 그들을 보상하였다.  그녀는 자신의 왕실 자부심에 엄격한 신자였으며 자신이 기분이 상했을 때 아픈 척을 하고 자신의 방에 자신을 가두었다고 한다.